# Rogier van Coudebrouc
Rogier van Coudebrouc (veertiende eeuw) was burgemeester van Brugge.

## Levensloop
De familie dankte haar naam aan een leengoed van de Burg, genaamd het Hof te Coudebrouc, in leen gehouden van de graaf en gelegen op de gemeenten Waardamme-Oostkamp-Hertsberge.
Rogier was in zijn tijd een van de meest invloedrijke stadsbewoners, als volksgezinde poorter. 
Naast zijn ambten in het stadsbestuur was hij ook deken van de Halle.
In 1320-1322 sloot hij aan bij de wevers en volders die de partij van graaf Robrecht de Bethune en zijn zoon Robrecht van Kassel kozen. Door de tegenstanders, de Brugse poorters en de andere ambachten, werden ze verslagen en de stad uitgejaagd. De woning van Rogier werd zwaar beschadigd, waarvoor hij later vergoed werd. De oorlogstoestand werd beëindigd door Lodewijk II van Nevers, in 1322 tot graaf uitgeroepen, na de dood van Robrecht de Bethune. De bannelingen, aanhangers van Robrecht van Kassel, werden eerst nog door de Brugse stadsmagistraat vervolgd, maar konden weldra ongehinderd naar de stad terugkeren.
Tijdens de opstand van 1323-1328, bekend als de opstand van Kustvlaanderen, behoorde Coudebrouc tot de opstandelingen die zich keerden tegen de Franse koning en de graaf van Vlaanderen. Na de nederlaag van de opstandelingen door de Slag bij Kassel in 1328, werd hij opnieuw verbannen en werden zijn goederen verbeurd verklaard. 
De verbanning duurde niet lang. Na zijn terugkeer in Brugge speelde Roger van Coudebrouc geen politieke rol meer. Vanaf 1325 en tot in 1350 speelde zijn zoon Gillis van Coudebrouc gedurende een aantal jaren een belangrijke rol in de stad.

## Stadsbestuur
In de woelige periode na de Guldensporenslag en tot minstens in 1321 was hij vaak lid van het stadsbestuur, als volgt:
- 1306-1307: raadslid
- 1307-1308: schepen
- 1308-1309: raadslid
- 1311-1312: raadslid
- 1312-1313: schepen
- 1314-1315: schepen
- 1315-1316: raadslid
- 1316-1317: burgemeester van de schepenen
- 1318-1319: schepen
- 1320-1321: burgemeester van de schepenen.

## Bron
- Dirk VANDENAUWEELE, Schepenbank en schepenen te Brugge (1127-1384). Bijdrage tot de studie van een gewone stedelijke rechts- en bestuursinstelling, met lijst van Wetsvernieuwingen van 1211 tot 1357, doctoraatsverhandeling (onuitgegeven), Katholieke Universiteit Leuven, 1977.